# Franz Reindl (Politiker)
Kasimir Franz Seraphikus Reindl (* 28. Februar 1801 in Ried im Innkreis; † 5. Oktober 1874 in Hernals) war ein österreichischer Jurist und Politiker.

## Leben
Reindl war der Sohn des Syndikus Xaver Reindl und katholischer Konfession. Er studierte von 1821 bis 1826 Rechtswissenschaften an der Universität Wien. Von 1826 bis 1829 war er Rechtspraktikant bei der Salinenherrschaft in Ort bei Gmunden am Traunsee und von 1829 bis 1830 als Gerichtspraktikant bei der Herrschaft und beim Distriktkommissariat in Ischl. Von 1830 bis 1833 arbeitete er als Grundbuchführer des Pflegeamts in Wildenstein und von 1833 bis 1837 als Distriktkommissär und Justitiar in Ischl. Zwischen 1837 und 1847 war er Pfleger und Landesgerichtsverwalter der Herrschaft Wildenstein und von 1847 bis 1850 Pfleger und Kriminalrichter in Ort bei Gmunden am Traunsee. Danach trat er n den Staatsdienst und war von 1850 bis 1856 Staatsanwalt am Kreisgericht in Steyr und von 1856 bis 1859 Landesgerichtsrat am Kreisgericht in Wiener Neustadt. 1859 trat er in den Ruhestand, der er in Hernals bei Wien verbrachte.
Vom 18. Mai 1848 bis zum 13. April 1849 vertrat er den Wahlkreis 7. Österreich ob der Enns und Salzburg (Gmunden) in der Frankfurter Nationalversammlung. Im Parlament schloss er sich der Fraktion Café Milani an. Er gehörte zu den Abgeordneten, die gegen die Wahl Friedrich Wilhelms IV. zum Kaiser der Deutschen stimmten. Von 1849 bis 1850 gehörte er des Landeskommission zur Einführung der politischen Organisation in Oberösterreich und Salzburg an.